# Spilogona churchillensis
Spilogona churchillensis är en tvåvingeart som beskrevs av Huckett 1965. Spilogona churchillensis ingår i släktet Spilogona och familjen husflugor.
Artens utbredningsområde är Kalifornien. Inga underarter finns listade i Catalogue of Life.